# Мистер Бин (фильм)
«Мистер Бин» — художественный кинофильм, снятый в 1997 году кинокомпанией PolyGram Filmed Entertainment совместно с Working Title Films и Tiger Aspect Films. В нём были нарушены некоторые традиции сериала о Мистере Бине, например, в фильме было множество действующих персонажей. Их роли исполнили такие известные актёры, как Питер Макникол, Джон Миллс, Памела Рид, Харрис Юлин, Бёрт Рейнольдс, Ларри Дрейк.

## Сюжет
Лос-Анджелесской художественной галерее, принадлежащей Джорджу Гриверсону, очень повезло: генерал Ньютон сделал крупное благотворительное пожертвование, на которое у Франции была выкуплена картина «Портрет моей матери» американского художника Уистлера. Не без приключений Бин прибывает в Калифорнию, где останавливается у одного из сотрудников галереи в пригороде Лос-Анджелеса. Тут-то и начинается круговорот невероятных событий. Он несколько раз чуть не попадает за решётку и в психушку, устраивает погром в доме Дэвида, от которого уходит жена. Потом Бин умудряется испортить картину, затем снова «восстановить» её. Кроме того, он, сам того не замечая, проводит сложную хирургическую операцию, а также приводит в чувства девочку, попавшую в автомобильную катастрофу.
Многим поклонникам не понравилась эта, по сути, голливудская постановка. Однако общая касса фильма составила 230 млн долларов, в то время как затраты на съёмки были оценены в 18 млн долларов.

## В главных ролях
| Актёр          | Роль           |
| -------------- | -------------- |
| Роуэн Аткинсон | Мистер Бин     |
| Питер Макникол | Дэвид Лэнгли   |
| Бёрт Рейнольдс | Генерал Ньютон |
| Памела Рид     | Элисон Лэнгли  |
| Джонни Галэки  | Стинго Уилли   |
| Питер Капальди | Гарет          |
| Джун Браун     | Делайла        |